# کوسه‌های خجالتی
کوسه‌های خجالتی (نام علمی: Haploblepharus) نام یک سرده از تیره گربه‌کوسه است.